# 肯傑任-科茲萊縣

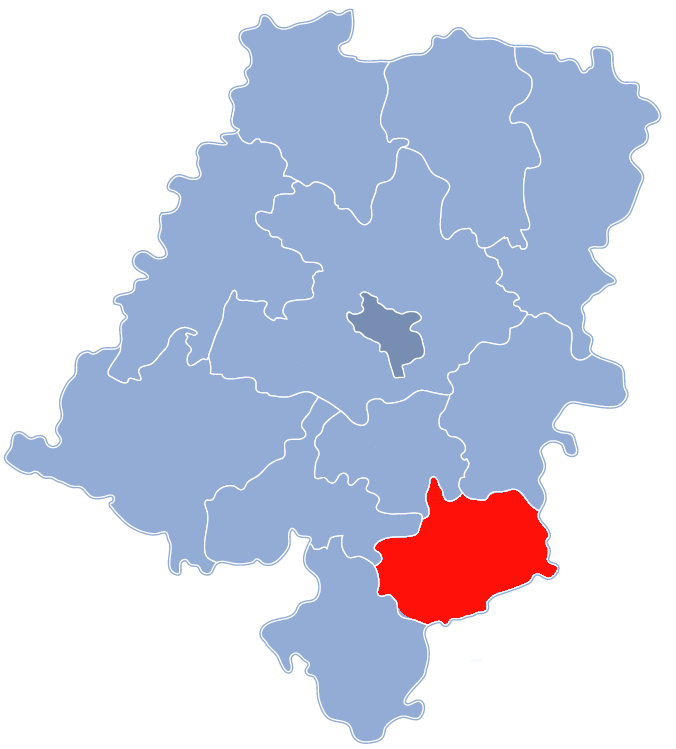

50°21′N 18°12′E / 50.350°N 18.200°E
肯傑任-科茲萊縣（波蘭語：Powiat kędzierzyńsko-kozielski），是波蘭的縣份，位於該國南部，由奧波萊省負責管轄，首府設於肯傑任科茲萊，面積625平方公里，2006年人口102,118，人口密度每平方公里160人。